# Nayabad Moskee
De Nayabad Moskee of de Noyabaad Moskee is gelegen in het dorp Nayabad in het noorden van Bangladesh, naast de rivier de Dhepa. Ze werd gebouwd in 1793 tijdens het bewind van Mughal-heerser Shah Alam II. De lokale bevolking gelooft dat ze werd gebouwd door islamitische architectenarbeiders die uit Perzië kwamen.

## Structuur
Het gebouw is langwerpig, met aan één zijde drie ingangen. Het dak heeft drie koepels en op elke hoek een achthoekige toren met een koepel (twee van de koepels ontbreken nu). De buitenafmetingen van het gebouw zijn 12,45 meter bij 5,5 meter, met muren van 1,10 meter dik.